# Dirk Jansen
Dirk Jansen (Covik (Steenderen), 17 oktober 1801 (doop) – Arnhem, 17 mei 1881) was de laatste Nederlandse scherprechter in vredestijd.

## Levensloop
Laarzenmaker Derk of Dirk Jansen kwam uit een bekende Duits-Nederlandse vilders- en scherprechtersfamilie. Hij was de zoon van Gerhard Wilhelm Joseph (Willem) Jansen (1765-1807), vilder en landbouwer, en diens tweede vrouw Willemina (Wijntjen) Hendriks (1759-1831). Zijn oom Gradus Jansen (1774-1826) was stadsscherprechter van Amsterdam en zijn broer Joannes Jansen (1794-1852) was scherprechter te Groningen 1821-1851. Dirk Jansen werd gedoopt in Baak. Toen zijn oom in 1826 stierf solliciteerde scherprechtersknecht Jansen naar de opengevallen post, maar werd toen afgewezen ten gunste van scherprechter Jacobus Ras (1789-1837). Na de dood van Ras in 1837 werd Jansen aangenomen als scherprechter van Amsterdam. Een Koninklijk Besluit van 1851 leidde tot vermindering van het korps scherprechters tot twee beulen, de scherprechter van Arnhem en Jansen. Bij Koninklijk Besluit van 21 november 1854 waardoor de scherprechter van Arnhem werd ontslagen, werd Jansen per 1 januari 1855 de enige scherprechter in Nederland.
Met de ophanging van Johannes Nathan in Maastricht op 31 oktober 1860 verrichtte Jansen de laatste Nederlandse executie in vredestijd. De doodstraf werd hierna nog verschillende keren uitgesproken, maar in alle gevallen verleende de koning gratie. Met de afschaffing van de doodstraf op 17 september 1870 werd Jansen, net als zijn beide assistenten, bij KB van 24 september van datzelfde jaar op wachtgeld gesteld. Op 19 april 1862 vertrok Jansen met zijn vrouw naar Arnhem, niet ver van zijn geboorteplaats Steenderen.

## Bekende executies
- Johann Heinrich Kemper - Amsterdam, 22 november 1854[5][6]
- Hendrik Beekman - Apeldoorn, 22 juni 1855
- Cornelis de Jong - 's-Hertogenbosch, 4 juni 1856
- Adriaan de Klerk - 's-Hertogenbosch, 4 juni 1856
- Adrianus Blom - Leiden, 9 juli 1856
- Pieter Jan Geurts - Maastricht, 28 april 1858
- Ype Baukes de Graaf - Leeuwarden, 23 maart 1860
- Pieter Pijnacker - Gouda, 9 juni 1860
- Johannes Nathan - Maastricht, 31 oktober 1860